# Villa Parravicini
La villa Parravicini è un edificio storico di San Giorgio su Legnano, comune della città metropolitana di Milano, in Lombardia. Ad ovest del complesso edilizio è presente un parco all'inglese che è vincolato, insieme alla villa, dalla soprintendenza ai beni ambientali e architettonici.
Nonostante i rimaneggiamenti di cui è stata oggetto durante i secoli villa Parravicini ha mantenuto l'aspetto di dimora rustica di fine XVIII secolo. Villa Parravicini e il suo parco sono tra i complessi architettonici del Legnanese ad aver conservato inalterate quelle caratteristiche edilizie e naturali che erano comuni nei secoli passati nelle dimore nobiliari della zona.

## Storia

Veduta della villa dall'interno del parco in una foto del 1884

Il primo documento che cita villa Parravicini è datato 1584: in questa testimonianza scritta è riportato che fosse una casa da nobile di proprietà del marchese Ludovico Crivelli. La villa venne acquistata dal marchese Giovanni Paolo Parravicini nel XVII secolo, da cui il nome. In un documento del 1655 villa Parravicini è descritta in questo modo:
Villa Parravicini è stata anche lambita dagli avvenimenti collegati al Risorgimento: tra la prima e la seconda guerra d'indipendenza il marchese Giuseppe Parravicini, convinto patriota, interrò i propri armamenti all'interno di un pozzo che si trovava all'interno della propria villa temendo una perquisizione da parte degli austriaci. Queste armi furono poi scoperte nel XX secolo dai suoi discendenti. Tra esse, fu rinvenuto un fucile sulla cui canna era riportata, con il marchio di fabbrica e il numero 490, l'anno 1841.

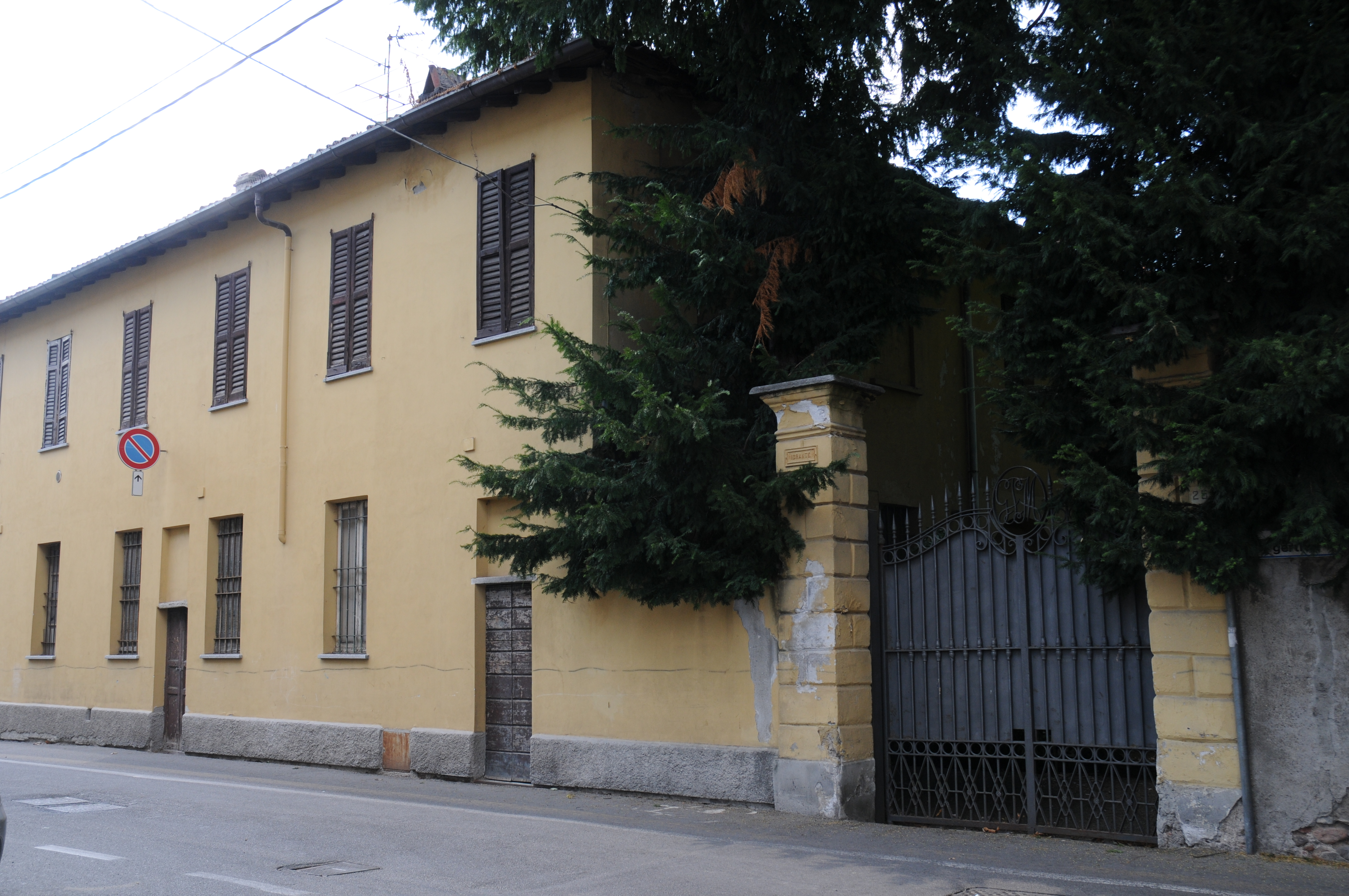
La parte sud ovest della villa, che è in corrispondenza della seconda corte, quella storicamente non destinata a ospitare gli appartamenti dei proprietari

Nel 1927 fu effettuato un importante ritrovamento archeologico: nel parco della villa fu rinvenuta una necropoli romana contenente due cinerari, alcune anfore, qualche ciotola, dei balsamari e alcune monete di epoca imperiale. Tra il 1958 e il 1978 il parco è stato vincolato, insieme alla villa, dalla soprintendenza ai beni ambientali e architettonici.

## Il complesso architettonico

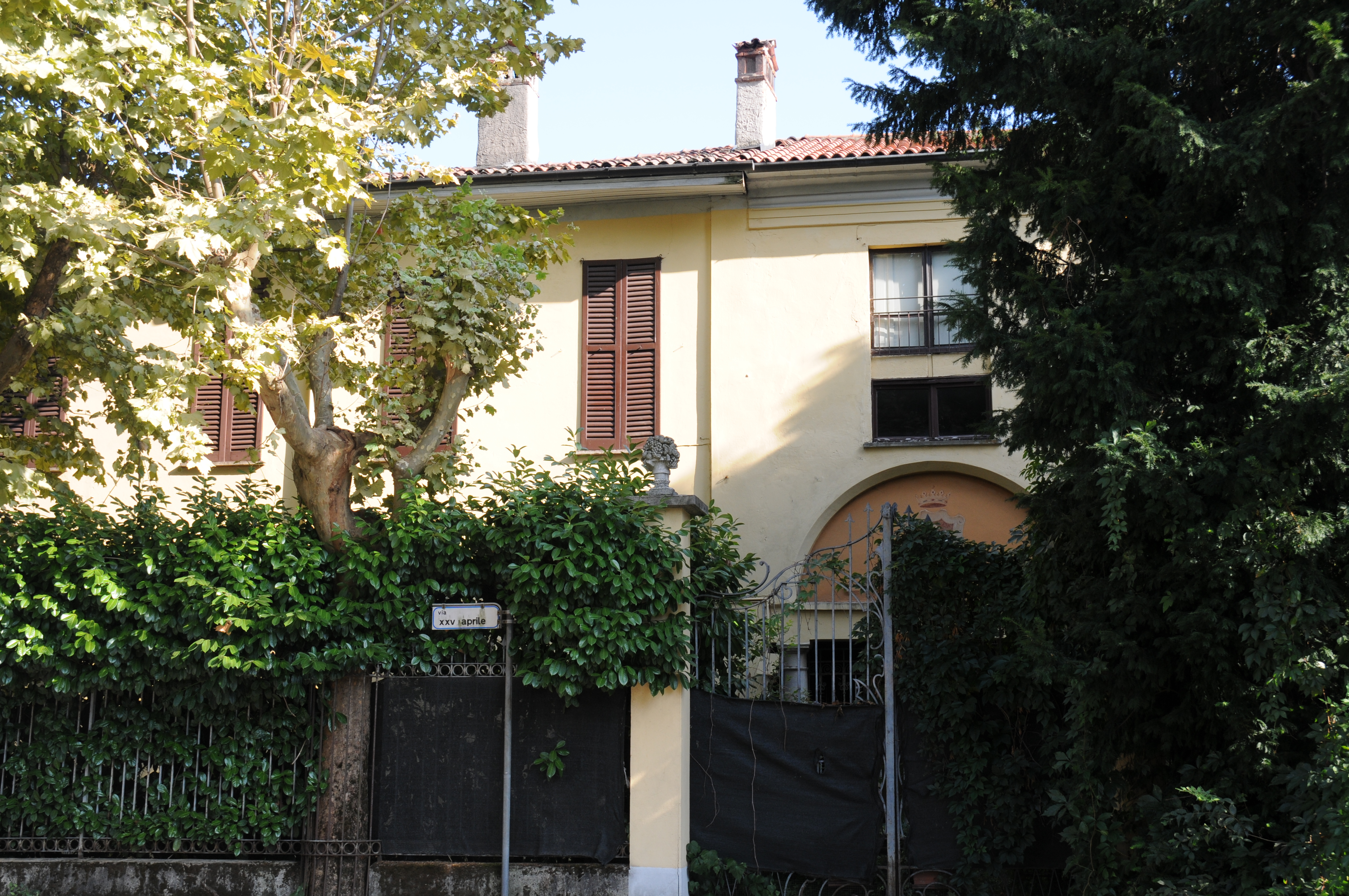
La parte della villa prospiciente via XXV Aprile, che si trova a nord del complesso

L'ingresso di villa Parravicini

Il complesso architettonico della villa Parravicini è formato da due corti, una situata a nord-est e l'altra a sud-ovest.
L'entrata principale, che è in via Gerli, è formata da un corto andito che conduce al portone d'ingresso, il quale è inserito in un arco di stile neoclassico che a sua volta è sormontato da un timpano triangolare.
La parte nobile di Villa Parravicini, ovvero la porzione storicamente destinata a ospitare gli appartamenti dei proprietari, è la corte che sorge a nord-ovest, quella a cui si accede dal portone di ingresso principale. Questa parte del caseggiato, che è quella più grande, è a due piani ed è dotata di un androne contraddistinto da una serie di colonne.
Fino al XIX secolo questo androne era completato da un porticato aperto, poi murato, che metteva in comunicazione la corte principale con la parte nord della villa, quella verso via XXV Aprile. Dell'antico passaggio sulla facciata a nord rimane un grande arco murato: sopra la sua lunetta è stato dipinto lo stemma dei Parravicini, ovvero un cigno bianco su campo rosso.

## Il parco

Veduta della villa dall'interno del parco in una foto del 1927

La facciata della villa prospiciente il parco in una foto precedente alla seconda guerra mondiale

Il complesso architettonico è circondato da un parco all'inglese che si estende per circa 9300 m2 e che annovera più di 30 specie di alberi e più di 15 specie di arbusti. È stato piantumato in questo modo a metà del XIX secolo sebbene un documento del XVII secolo riporti che la casa fosse stata acquistata da Giovanni Paolo Parravicini già dotata di ampi terreni:
In origine l'area verde intorno alla villa aveva una superficie maggiore e comprendeva anche dei terreni poi venduti dai proprietari degli immobili: questi fondi, che non erano adibiti a parco bensì a vigneti, si trovavano a nord del complesso architettonico, verso la moderna via XXV Aprile. Il già citato porticato coperto metteva proprio in comunicazione la corte principale della villa con questi terreni.
Orio Vergani, in un articolo pubblicato sul Corriere della Sera l'8 ottobre 1930, descriveva così la villa:
(Orio Vergani)

## La villa Parravicini e la battaglia di Legnano

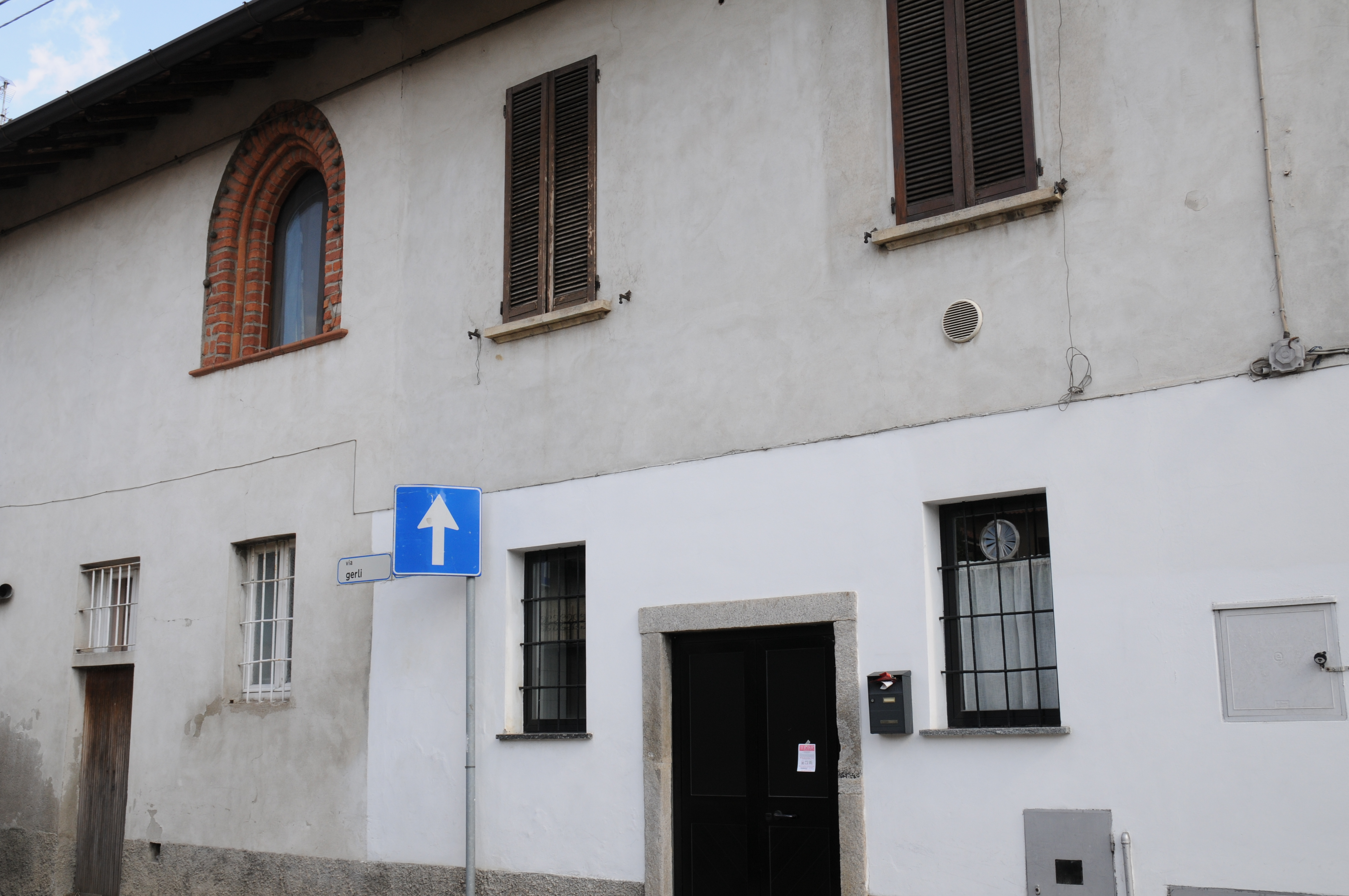
La "Casa della Regina", forse l'edificio più antico di San Giorgio su Legnano

Secondo una leggenda popolare Federico Barbarossa dopo la sconfitta nella battaglia di Legnano (29 maggio 1176) si salvò fuggendo precipitosamente in un passaggio sotterraneo che collegava il castello di Legnano a una villa nobiliare sangiorgese. Le possibili dimore sangiorgesi che sarebbero la destinazione di questa galleria, secondo tale leggenda, sono la "Casa della Regina", edificio tuttora esistente in via Gerli e un tempo appartenente a Bianca Visconti, e villa Parravicini.
Il castello di Legnano, che possiede effettivamente delle gallerie sotterranee che dipartono dalla cosiddetta "caneva", ossia dall'antica ghiacciaia della struttura, è stato però realizzato ampliando e fortificando un antico convento di Regolari Agostiniani solo dopo il celebre scontro armato del 29 maggio 1176: in realtà l'avamposto militare utilizzato dalla Lega Lombarda durante la battaglia di Legnano fu il castello dei Cotta, fortificazione altomedievale presente a Legnano dal X al XIII/XIV secolo sull'area dove sorgono i moderni Palazzo Leone da Perego e Galleria INA.
Nel XX secolo, durante alcuni scavi, furono trovati dei tronconi di una galleria sotterranea molto antica. Il primo, non lontano da San Giorgio su Legnano, fu esplorato da uno degli operai che lo riportarono alla luce. Questo operaio è stato persuaso dall'esplorazione dopo aver percorso 5 o 6 metri a causa di un filato di vento che gli spense la candela. Un secondo troncone verso Legnano fu scoperto e subito ostruito dall'Amministrazione comunale per ragioni di sicurezza. Un ulteriore troncone di galleria è stato scoperto, questa volta nel centro abitato di San Giorgio su Legnano, negli scantinati della "Casa della Regina", che si trova in via Gerli e che è forse la più antica abitazione del comune.

### Esplicative
1. ↑  "Colombari", ossia strutture destinate all'allevamento dei colombi.
2. ↑  "Avitato", ovvero coltivato a vite.

### Bibliografiche
1. 1 2 3  Agnoletto, p. 57.
2. 1 2  Agnoletto, p. 103.
3. 1 2   Palazzo Parravicini, Floriani, Agnoletto, su lombardiabeniculturali.it. URL consultato il 2 aprile 2017.
4. 1 2 3 4 5 6 7 8 9 10  Agnoletto, p. 60.
5. 1 2   Orio Vergani, Tombe romane e armi moderne, in Corriere della Sera, 8 ottobre 1930.
6. ↑  Agnoletto, p. 26.
7. ↑  Di Maio, p. 106.
8. ↑  Agnoletto, pp. 103-118.
9. ↑  Percivaldi, p. 19.
10. ↑  D'Ilario, p. 211.
11. ↑  Le pubblicazioni de' "Il Belvedere" – San Giorgio su Legnano – Cenni storici – con il patrocinio dell'Amministrazione comunale
12. ↑  D'Ilario, p. 222.
13. ↑  Agnoletto, p. 49.